# Acantholippia tarapacana
Acantholippia tarapacana là một loài thực vật có hoa trong họ Cỏ roi ngựa. Loài này được Botta mô tả khoa học đầu tiên năm 1979.